# The Student's Flora of the British Islands
The Student's Flora of the British Islands (abreviado Student. Fl. Brit. Isl.) es un libro con ilustraciones y descripciones botánicas que fue escrito por el botánico y explorador inglés Joseph Dalton Hooker y publicadas en Londres tres ediciones.

## Publicaciones
- Edición nº 1, 1870;
- Edición nº 2, 1878;
- Edición nº 3, Jun-Aug 1884